# Kabars
Ne doit pas être confondu avec Kabardes ou Kabar.
Les Kabars ou Khavars (hongrois : kabar [ˈkɒbɒɾ], pluriel : -ok) sont un ancien groupe ethnique d'origine khazaro-turcique lié à l'histoire de la Hongrie. Ils sont issus de trois tribus ayant fait acte de rébellion contre le Khaganat khazar au IXe siècle et ayant rejoint la Confédération des sept tribus magyares peu avant l'Honfoglalás et la fondation de la grande-principauté de Hongrie, prémices du royaume de Hongrie. Les Kabars se sont par la suite entièrement assimilés aux Magyars, contribuant à la genèse de la nation hongroise. Après le XIe siècle, ce peuple n'est plus mentionné. Certains historiens font des Kabars les ancêtres des Sicules. D'autres en font les ancêtres des Ashkénazes de Hongrie, la religion juive étant particulièrement répandue chez les Khazars.
Leur nom se rapproche également de celui des Kabardes, un peuple du Caucase, région qui fit partie de l'empire khazar autour du IXe siècle.

### Sources
- Constantin VII Porphyrogénète, De Administrando Imperio, 39. Le peuple des Kabars.